# Stade du Hainaut
Stade du Hainaut este un stadion multifuncțional din Valenciennes, Franța. Este folosit în principal pentru meciuri de fotbal și găzduiește meciurile de pe teren propriu ale echipei Valenciennes FC. Acesta a înlocuit Stade Nungesser ca stadion al echipei VAFC. Stadionul are o capacitate de 25.172 de spectatori pentru meciurile de fotbal, dar capacitatea sa poate fi extinsă la 35.000 de spectatori pentru concerte. Stadionul este unul dintre locurile unde s-au desfășurat meciuri ale Cupei Mondiale de fotbal feminin FIFA 2019. A găzduit 4 meciuri din grupe, un meci din optimile de finală și un meci din sferturile de finală.
Stadionul a fost construit la un cost total de 75 de milioane de euro. Include 2.600 de locuri în loje și 16 loje de lux. Dispune de două ecrane video gigantice, fiecare cu o dimensiune de 48 de metri pătrați. Acoperișul său conține 1.800 de tone de oțel.